# Grézieu-la-Varenne
Grézieu-la-Varenne är en kommun i departementet Rhône i regionen Auvergne-Rhône-Alpes i östra Frankrike. Kommunen ligger i kantonen Vaugneray som tillhör arrondissementet Lyon. År 2022 hade Grézieu-la-Varenne 6 284 invånare.

## Befolkningsutveckling
Antalet invånare i kommunen Grézieu-la-Varenne
| Referens: INSEE |